# 라바 (2014년 영화)
《라바》(영어: Lava)는 2014년 픽사 애니메이션 스튜디오에서 제작한 미국의 애니메이션 단편 뮤지컬 영화이다. 제임스 포드 머피가 연출과 각본을 맡았고 앤드리아 워런이 제작을 담당했다. 2014년 6월 14일 히로시마 국제 애니메이션 페스티벌에서 처음 상영되었고, 2015년 6월 19일 픽사의 《인사이드 아웃》과 함께 극장에서 공개되었다.
《라바》는 수백만 년에 걸쳐 펼쳐지는 뮤지컬 러브 스토리이다.

## 줄거리
태평양의 한 열대 섬에서, 외로운 화산이 짝과 함께 즐거워하는 야생 생물들을 지켜보며 자신의 짝을 찾기를 염원한다. 수백만 년 동안 매일 바다를 향해 노래를 부르며 점차 용암을 분출하고 물속으로 가라앉지만, 수중 화산인 그의 짝이 매일 자신의 노래를 듣고 사랑에 빠졌다는 것을 알지 못한다.
암컷 화산은 수컷 화산이 거의 소멸될 즈음에 모습을 드러내지만, 얼굴이 반대쪽을 향하고 있어 그를 볼 수 없다. 그는 완전히 바다 속으로 가라앉으며 상심하지만, 그녀가 자신의 노래를 부르는 것을 듣고 되살아난다. 다시 불이 붙은 그는 그녀 옆에서 수면 위로 분출하고, 둘은 하나의 섬을 이루어 함께 노래할 수 있게 된다.

## 제작
《라바》는 제임스 포드 머피가 작곡한 동명의 노래에 맞춰 진행되며, "열대 섬의 고립된 아름다움과 해저 화산의 폭발적인 매력"에서 영감을 받았다. 호놀룰루의 KHON-TV와의 인터뷰에서 머피는 하와이에 대한 관심이 25년 전 하와이 빅아일랜드에서 신혼여행을 보내면서 시작되었다고 설명했다. 영화 제작이 시작되기 직전, 머피는 영감의 원천이 된 그 땅과 "정서적으로 재연결"되기 위해 하와이를 다시 방문했다.
수년 후, 그는 이즈라엘 카마카비보올레가 부른 "Somewhere Over the Rainbow/What a Wonderful World"를 듣고 감동을 받았다. "하와이에서 아내와 함께한 이 경험과 사랑, 그리고 이 노래에 대해 내가 느낀 감정을 결합하면 정말 멋질 것이라고 생각했어요. 그런 영화를 보고 싶었죠."
43세에 결혼한 누나의 결혼식에 참석하면서 이 아이디어가 구체화되기 시작했다. "누나가 제단에 서 있는 것을 보면서, 누나가 얼마나 행복해하는지, 그리고 이 특별한 날을 위해 얼마나 오래 기다렸는지 생각했어요. 누나의 결혼식에서 로이히를 떠올리며 깨달음을 얻었죠... 누나가 화산이라면 어떨까? 그리고 화산도 인간처럼 평생 사랑을 찾아 헤매는 건 아닐까?" "Lava"는 노래 외에 다른 언어적 소통이 없다는 점에서 독특하다.
《라바》를 만들기 전, 감독 제임스 포드 머피는 작품에 반영하고 싶은 특징들을 파악했다. 이러한 특징들은 머피가 공개한 다음 5편의 디즈니 픽사 단편에서 가져왔다.
1. 《장식품》(1989년)
2. 《새들의 이야기》(2000년)
3. 《구름 조금》(2009년)
4. 《낮과 밤》(2010년)
5. 《라 루나》(2011년)

## 출연진
- 쿠아나 토레스 카헬레: 진정한 사랑을 찾아 헤매는 외로운 화산 우쿠 역.[9] 우쿠의 얼굴은 카헬레, 이즈라엘 "이즈" 카마카비보올레, 《허니무너스》의 배우 재키 글리슨, 척 존스의 애니메이션 단편 《피드 더 키티》에 등장하는 불독 마크 안토니의 얼굴을 조합한 것이다.[10]
- 나푸아 그레이그: 화산이자 우쿠의 연인인 렐레 역.[11]

### 제작진
영화 제작에는 1년이 걸렸으며 100명의 제작진이 필요했다.

## 평가

### 비평가 반응
이 단편은 엇갈린 평가를 받았다.
니콜라스 개럿은 이 단편에 긍정적인 평가를 내리며, "가장 감동적이고 섬세한 (단편) 중 하나"라고 말했다. 올리버 리틀턴은 "아름답다"고 평했다. 팻 멀렌은 "환상적인 시각효과"와 "전반적인 독창성과 예술성"을 높이 평가하며 5점 만점에 5점을 주었다. 넬슨 리베라는 "이야기가 음악적으로 전개되는데, 음악이 핵심적인 감정을 진정으로 전달할 수 있기 때문에 이는 언제나 흥미진진하다. 《라바》는 거의 수월하게 해내고 있다"고 말했다.
하지만 파블로 루이즈는 부정적인 평가를 내리며, 스토리텔링이 "게으르다"고 지적하면서 "캐릭터의 성장도, 서사의 흐름도 없다. 이야기가 없다. 그저 화면에서 일어나는 일들일 뿐"이라고 주장했다. 마이클 콜란은 각본을 근거로 《라바》를 픽사의 가장 약한 단편 중 하나로 꼽으며 "너무 많이 말하고, 보여주는 것이 부족하다"고 했다. 하지만 "멋진 애니메이션"이라고 칭찬하며 "좋은 아이디어"라고 평가했다.

### 수상
단편 영화 《라바》는 히로시마 영화제 개막식 축하 행사의 메인 오프닝작으로 데뷔했다.

## 음악
이 단편의 주제가인 "Lava"는 2015년 6월 16일 디지털 싱글로 발매되었으며, 《인사이드 아웃》 사운드트랙 CD의 보너스 트랙으로도 수록되었다.

## 같이 보기
- 픽사의 단편 목록